# Sonico (Lombardia)
Sonico (lombardul: Sónech) település Olaszországban, Lombardia régióban, Brescia megyében. Lakosainak száma 1204 fő (2023. január 1.). Sonico Berzo Demo, Edolo, Saviore dell’Adamello, Cevo és Malonno községekkel határos.

## Népesség
A település lakossága az elmúlt években az alábbi módon változott:
| Lakosok száma | 1265 | 1265 | 1204 |
|               | 2017 | 2018 | 2023 |